# 오봉정사
오봉정사는 대한민국 전라남도 구례군 문척면에 있다. 2003년 5월 22일 구례군의 향토문화유산 제7호로 지정되었다.

## 개요
오봉정사는 경당 임현주(1858-1934)선생이 민족정신과 항일정신을 후학들에게 심어주기 위해 심혈을 기울였던 도장이다. 임현주는 어려서부터 성품이 강직하고 총명하였으며 항상 정의로운 일에 앞장서 왔다. 1905년 을사조약이 이루어졌을 때 최익현선생을 따라 남원에서 300여명의 의병을 모집하여 일본군을 습격하였으나 불행하게도 포로가 되어 옥고를 치르면서 극심한 고문을 당하여 반신불수의 몸이 되었다. 석방된 후 전 재산을 처분하여 1918년 3월 이 곳에 정사를 짓고 제자들에게 독립정신을 배양하기 위해 여생을 바쳤다. 선생의 사후에 제자들이 뜻을 모아 매년 음력 3. 15일에 제향을 올리고 있다.